# Monster (píseň, Skillet)
„Monster“ je píseň americké křesťanské rockové skupiny Skillet z roku 2009, druhý singl z alba Awake. Stal se průlomovým singlem kapely a umístil se na 4. místě v americkém žebříčku Billboard Mainstream Rock Tracks a na 1. místě v žebříčku Billboard Bubbling Under Hot 100. V roce 2009 se singl dostal na první místo v hitparádě Billboard. 
Písnička byla zařazena na soundtrack ke hře WWE SmackDown vs. Raw 2010 od společnosti WWE.

## Obsazení
- John Cooper – zpěv, basová kytara
- Korey Cooper – kytara, klávesy
- Ben Kasica – sólová kytara
- Jen Ledger – bicí

## Ocenění
Píseň byla nominována na cenu „Short Form Video of the Year“ na 41. ročníku GMA Dove Awards.